# Faktor stimulacije kolonije
Faktori stimulacije kolonije (CSF) su sekretivni glikoproteinu koji se vezuju za receptore na površini hemopoetskih stem ćelija i time aktiviraju intracelularni signalni put koji može da prouzrokuje ćelijsku proliferaciju i diferencijaciju u specifične tipove krvnih ćelija (najčešće bela krvna zrnca).
CSF proteini mogu biti egzogeno sintetizovani i administrirani. Takve molekule je moguće kasnije detektovati, jer oni za razliku od endogenih CSF molekula ne podležu ekvivalentnom setu posttranslacionih modifikacija.

## Etimologija
Ime proteina, faktori stimulacije kolonija potiče od metoda kojim su oni bili otkriveni.
Hemopoetske stem ćelije su bile kultivisane na takozvanom polu-čvrstom matriksu koji sprečava ćelije da se kreću, tako da ako jedna ćelija počne da se umnožava, sve ćelije izvedene iz nje ostaju oko mesta u matriksu gde je prva ćelija originalno bila locirana. Te grupe ćelija se nazivaju kolonijama. Na taj način moguće je dodavanjem različitih supstanci u kulture hemopoetskih stem ćelija da se studira uticaj tih materijal na razvoj kolonija.
Supstance za koje je nađeno da stimulišu formiranje kolonija makrofaga, na primer, su nazvane makrofagni faktori stimulacije kolonije, za granulocite, granulocit makrofagni faktori stimulacije kolonije, itd.

## Mehanizam
Faktori stimulacije kolonije su rastvorni proteini koji prenose parakrine, endokrine ili autokrine signale.

## Primeri
Faktori stimulacije kolonije su:
- - makrofagni faktor stimulacije kolonije
- - Granulocit makrofagni faktori stimulacije kolonije (dodatni nazivi su: GM-CSF i sargramostim)
- - Granulocit faktori stimulacije kolonije[3] (oni su takođe poznati kao G-CSF i filgrastim)
- Sintetički - Promegapoietin

## Klinička upotreba
- Stimulacija kičmene moždine
- Mobilizacija stem ćelija

## Spoljašnje veze
- Colony-Stimulating+Factors на 